# Deutsche American-Football-Nationalmannschaft der Frauen
Die deutsche American-Football-Nationalmannschaft der Frauen ist eine Auswahl von deutschen Footballspielerinnen unter Führung des AFVD.
Zum ersten Mal wurde die Mannschaft ab 2009 zur Teilnahme an der Weltmeisterschaft 2010 in Schweden zusammengestellt. Die Nationalmannschaft nimmt seitdem mit wenigen Ausnahmen regelmäßig an den Europameisterschaften der IFAF Europe und den Weltmeisterschaften der IFAF teil.
Zu den größten Erfolgen der Frauen-Nationalmannschaft zählen der dritte Platz bei der Europameisterschaft 2015 sowie zwei vierte Plätze bei den Weltmeisterschaften 2010 und 2013.

## Teilnahmen an internationalen Wettbewerben

### Weltmeisterschaften
| 2010 in Schweden | 4. Platz           |
| 2013 in Finnland | 4. Platz           |
| 2017 in Kanada   | nicht teilgenommen |
| 2022 in Finnland | 6. Platz           |

### Europameisterschaften
| 2015 in Spanien    | 3. Platz           |
| 2019 in Finnland   | nicht teilgenommen |
| 2023/24 europaweit | 4. Platz           |